# Thomas Simon Jöllemann
Thomas Simon Jöllemann (* 1670 in Quakenbrück in Niedersachsen; † unbekannt) war ein deutscher Bildhauer des Barocks in Nordwestdeutschland. Er stammte aus einer weit verzweigten Bildhauerfamilie.

## Leben

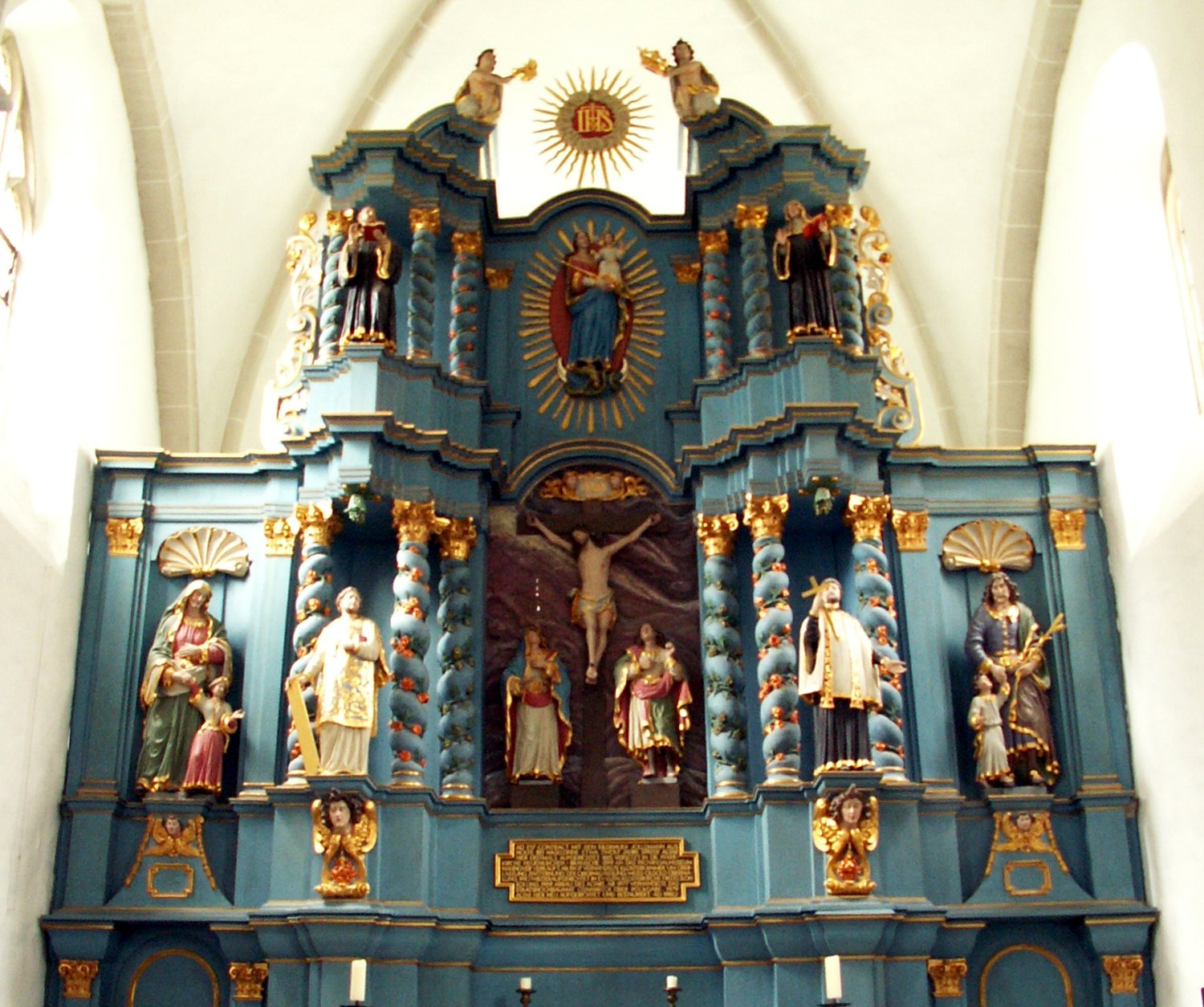
Hochaltar der Osnabrücker Gertrudenkirche

Thomas Simon Jöllemanns Vater, der Bildschnitzer Thomas Jöllemann d. Ä., war aus Österreich nach Nordwestdeutschland gekommen. Er ließ sich in Quakenbrück nieder und heiratete 1656 die Quakenbrückerin Talke Halbwassen. 1659 wurde aus dieser Ehe Johann Heinrich Jöllemann geboren, der ebenfalls Bildhauer war. Die Taufe des jüngeren Sohns Thomas Simon ist für den 21. Februar 1670 in Quakenbrück belegt. Er lernte bei seinem Vater in Quakenbrück und vermutlich in Holzschnitzerwerkstätten in Münster.
Sein frühestes noch bestehendes Werk sind Teile des um 1900 abgebrochenen Hochaltars der Klosterkirche des Klosters Malgarten aus den Jahren 1690/1691. Es sind eine Madonna im Strahlenkranz, die Figur des heiligen Johannes Baptist sowie eine weitere nicht identifizierte Heiligenfigur. Auch die Kanzel stammt aus seiner Werkstatt.
1700 wurde der Hochaltar der Pfarrkirche St. Bartholomäus in Essen (Oldenburg) geweiht. Erhalten sind nur die Figuren der Apostel Petrus und Paulus. Zur selben Zeit entstand der Altar der evangelisch-lutherischen St.-Nikolai-Kirche in Apen, ebenfalls mit Figuren dieser beiden Apostel, die an zwei gedrehten Säulen lehnen.
1705 verlegte Thomas Simon Jöllemann seine Werkstatt ins Emsland nach Holte, das heute Teil der Samtgemeinde Herzlake ist. Er hatte den Auftrag bekommen, dort die 1276 erstmals urkundlich nachgewiesene St.-Clemens-Kirche neu auszustatten. Er schuf einen Hochaltar, zwei Seitenaltäre, die Kanzel, zwei Seitenaltäre, eine Pietà sowie die lebensgroße Holter Kreuztracht, die auch als „Holter Juden“ bezeichnet wird. Der Auftrag war 1738 abgeschlossen.
In Osnabrück ist der Hochaltar in der Gertrudenkirche des ehemaligen Klosters Gertrudenberg, einer Abtei der Benediktinerinnen, erhalten. Der Hochaltar aus der Jöllemann-Werkstatt für die Dominikanerkirche in Osnabrück wurde im Zweiten Weltkrieg an seinem späteren Standort in der Gymnasialkirche zerstört. 1736 entstanden für die Dominikanerkirche eine Orgelbrüstung und eine Kommunionbank. Sie befinden sich jetzt in Hagen am Teutoburger Wald.
Aufträge erhielt die Jöllemann-Werkstatt, die von seinem Sohn Ferdinand fortgesetzt wurde, auch aus Cloppenburg, für die Wallfahrtskirche in Bethen sowie aus Löningen und Barßel. Thomas Simon Jöllemanns Sohn Franz Rudolph Jöllemann (1703–1767) war ebenfalls Bildhauer. Dieser ließ sich in Aschendorf/Ems nieder.
| Personendaten    | Personendaten                  |
| ---------------- | ------------------------------ |
| NAME             | Jöllemann, Thomas Simon        |
| KURZBESCHREIBUNG | deutscher Bildhauer des Barock |
| GEBURTSDATUM     | 1670                           |
| GEBURTSORT       | Quakenbrück                    |
| STERBEDATUM      | nach 1738                      |